# Nipponocis ashuensis
Nipponocis ashuensis es una especie de coleóptero de la familia Ciidae.

## Distribución geográfica
Habita en Japón.